# Åke Svensson (skådespelare)
För information om författaren med samma namn, se Åke Svensson (författare).
Åke Svensson, född 12 maj 1899 i Åbo, Finland, död 27 november 1970 i Stockholm, var en svensk skådespelare.

## Filmografi
- 1953 – Flickan från Backafall
- 1953 – Dansa min docka
- 1954 – Vår hälsa
- 1956 – Ett dockhem

## Teater

### Roller (ej komplett)
| År   | Roll                                               | Produktion                                                                          | Regi            | Teater                       |
| ---- | -------------------------------------------------- | ----------------------------------------------------------------------------------- | --------------- | ---------------------------- |
| 1920 | Webster, hovmästare                                | Milstolpar (Milestones) Arnold Bennett                                              | Helge Wahlgren  | Svenska Teatern, Helsingfors |
| 1928 | Lord Rockmere                                      | Bättre folk (The Best People) Avery Hopwood och David Gray                          | Oscar Tengström | Åbo Svenska Teater           |
| 1928 | Kurt                                               | Sonja Herbert Grevenius                                                             | Oscar Tengström | Åbo Svenska Teater           |
| 1928 | Olof Lindboe Wulkens, åklagare                     | Hokus pokus (Hokuspokus) Curt Goetz                                                 | Oscar Tengström | Åbo Svenska Teater           |
| 1928 | Jaques Rilar, sekreterare                          | Markisinnan (The Marquise) Noël Coward                                              | Rafael Stenius  | Åbo Svenska Teater           |
| 1928 | José, kypare                                       | Sprattelgubben (Der Hampelmann) Robert Stolz, Gustav Beer och Fritz Lunzer          | Rafael Stenius  | Åbo Svenska Teater           |
| 1929 | Georg                                              | Hennes lilla majestät Paul Lanzinger                                                | Per Hjern       | Åbo Svenska Teater           |
| 1929 | Jöran Persson, sekreterare hos Erik                | Gustav Vasa August Strindberg                                                       | Oscar Tengström | Åbo Svenska Teater           |
| 1929 | Liljensparre                                       | Sveaborg Ture Janson                                                                | Oscar Tengström | Åbo Svenska Teater           |
| 1929 | Presidenten                                        | Sista slöjan (The Ruby of the Black Prince) Gustav Beer                             | Oscar Tengström | Åbo Svenska Teater           |
| 1929 | Iwo                                                | Katja (Katja, die Tänzerin) Jean Gilbert, Leopold Jacobson och Rudolph Österreicher | Rafael Stenius  | Åbo Svenska Teater           |
| 1929 | Emil Gross                                         | Sabinskornas bortrövande (Der Raub des Sabinerinnen) Franz och Paul von Schönthan   | Per Hjern       | Åbo Svenska Teater           |
| 1929 | Stanhope                                           | Männen vid fronten (Journey's End) Robert Cedric Sheriff                            | Oscar Tengström | Åbo Svenska Teater           |
| 1929 | Brown, polischef                                   | Tiggaroperan (Die Dreigroschenoper) Bertolt Brecht och Kurt Weill                   | Oscar Tengström | Åbo Svenska Teater           |
| 1929 | Willy Timpe                                        | Liselotte (Arme Ritter) Franz Arnold, Ernst Bach och Walter Kollo                   | Oscar Tengström | Åbo Svenska Teater           |
| 1930 | Salarino                                           | Köpmannen i Venedig (The Merchant of Venice) William Shakespeare                    | Oscar Tengström | Åbo Svenska Teater           |
| 1930 | En musiker Ivan Petrovitj Aleksandrov, en drinkare | Det levande liket (Живой труп, Zivoj trup) Lev Tolstoj                              | Oscar Tengström | Åbo Svenska Teater           |
| 1930 | Oscar Muche                                        | Topaze Marcel Pagnol                                                                | Gustaf Linden   | Åbo Svenska Teater           |
| 1930 | Dick Berney                                        | Ungkarlspappan (The Bachelor Father) Edward Childs Carpenter                        | Oscar Tengström | Åbo Svenska Teater           |
| 1930 |                                                    | § 193 (Storken) Thit Jensen                                                         | Oscar Tengström | Åbo Svenska Teater           |
| 1930 |                                                    | Napoleon ingriper (Napoleon greift ein) Walter Hasenclever                          | Oscar Tengström | Åbo Svenska Teater           |
| 1930 | Lord Frenham                                       | Sex Appeal (Aren’t We All?) Frederick Lonsdale                                      | Rafael Stenius  | Åbo Svenska Teater           |
| 1931 |                                                    | Fyra herrar i frack László Lakatos                                                  | Oscar Tengström | Åbo Svenska Teater           |
| 1931 |                                                    | Mors rival (La Malquerida) Jacinto Benavente                                        | Oscar Tengström | Åbo Svenska Teater           |
| 1931 |                                                    | Spöktåget (The Ghost Train) Arnold Ridley                                           | Leo Golowin     | Åbo Svenska Teater           |
| 1931 |                                                    | Marius Marcel Pagnol                                                                | Oscar Tengström | Åbo Svenska Teater           |
| 1931 |                                                    | Diktatorn (Le Dictateur) Jules Romains                                              | Konni Wetzer    | Åbo Svenska Teater           |
| 1931 | Eldaren Officer                                    | Lilla Katarina (La Petite Catherine) Alfred Savoir                                  | Ernst Eklund    | Komediteatern                |
| 1938 |                                                    | Natt över havet Harry Blomberg                                                      | Leo Golowin     | Åbo Svenska Teater           |
| 1953 | Propp, källarmästare                               | Positivhataren August Blanche                                                       | Gösta Terserus  | Parkteatern                  |
| 1957 | Job Klockmakare                                    | Job Klockmakares dotter Sara Lidman                                                 | Eva Sköld       | Riksteatern                  |
| 1960 | Förste begravningsgästen                           | Till Damaskus, del I August Strindberg                                              | Olof Molander   | Dramaten                     |